# Marcus Livius Drusus minor
Marcus Livius Drusus minor (volledige naam: M. Livius M. f. C. n. Drusus) (ca. 124 v.Chr. - 91 v.Chr.), zoon van Marcus Livius Drusus maior, was tribunus plebis in 91 v.Chr.. Hij was ambitieus en won door inzet van zijn fortuin alsmaar aan macht. Uiteindelijk werd hij vermoord.

## Familiebanden
Volgens Cicero was Drusus de oom van Marcus Porcius Cato Uticensis minor en een oudoom van Marcus Junius Brutus. Die familiebanden waren het gevolg van de opeenvolgende huwelijken van zijn zuster Livia Drusa. Paulus Manutius stelt, dat zij eerst was getrouwd met Quintus Servilius Caepio minor, wiens dochter de moeder van Brutus was, vervolgens van hem scheidde om Marcus Porcius Cato te huwen, bij wie ze Marcus Porcius Cato Uticensis minor kreeg. Cato werd volgens Plutarchus grootgebracht in het huis van zijn oom Drusus samen met de kinderen van Livia en Caepio, die Drusus zou overleven. Cato Uticensis was geboren in 95 v.Chr.. Drusus stierf in 91 v.Chr. maar overleefde zijn zus. Als haar eerste huwelijk niet met Caepio was, betekent dit een buitengewone samenloop van omstandigheden tussen 95 en 91 v.Chr.:
1. de geboorte van Cato
2. de dood van zijn vader
3. het tweede huwelijk van Livia
4. de geboorte van minstens drie kinderen bij haar tweede echtgenoot
5. haar dood
6. het grootbrengen van haar kinderen in het huis van Drusus
7. de dood van Drusus.

In een tijdspanne van vier jaar zou Livia minstens vier keer zijn bevallen en tweemaal zijn gehuwd. Dit is zo onwaarschijnlijk, dat haar eerste huwelijk met Caepio moet zijn geweest.

## Ambitie

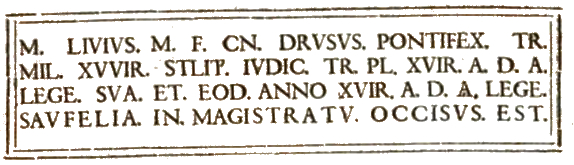
Inscriptie uit Rome met de cursus honorum van Marcus Livius Drusus minor: M(arcus) Livius M(arci) f(ilius) C(ai) n(epos) Drusus / pontifex tr(ibunus) mil(itum) Xvir stlit(ibus) iudic(andis) / tr(ibunus) pl(ebi) Xvir a(gris) d(andis) a(dsignandis) lege sua / et eodem anno Vvir a(gris) d(andis) a(dsignandis) lege Saufeia / in magistratu occisus est.

Marcus Livius Drusus minor werd kort na 124 v.Chr. geboren. Van in zijn jeugd toonde hij ambitie. Van jongs af aan stond hij zichzelf nooit vakantie toe, maar frequenteerde hij het forum nog vóór hij zelfs de leeftijd had om de toga virilis te dragen. Hij hield zich bezig met processen en wist zijn invloed soms zo aan te wenden dat de iudices (rechters) naar zijn inzicht oordeelden. Zijn karakter en moraal waren in zijn jeugd puur en streng volgens de klassieke Romeinse normen. Toen hij quaestor was in de provincia Asia, weigerde hij de tekens van zijn ambt te dragen: ne quid ipso esset insignius. Toen hij een huis op de Palatijn liet bouwen, stelde de architect voor om het zo te bouwen dat zijn privacy werd beschermd:

Toen [Drusus] een huis op de Palatijn ging bouwen op de plaats waar het huis staat dat vroeger van Cicero was, daarna van Censorinus en nu van Statilius Sisenna en de architect hem voorstelde het zo te bouwen dat inkijk volkomen onmogelijk zou zijn, zei Drusus: "Als jij nu werkelijk een man van je vak bent, dan bouw je mijn huis zo, dat iedereen alles wat ik doe zou kunnen zien."

Drusus erfde een fortuin van zijn vader, die consul was geweest, maar om politieke invloed te krijgen was hij kwistig in zijn uitgaven. Aurelius Victor, aan wie De Viris Illustribus gewoonlijk wordt toegeschreven, zegt dat hij soms uit geldnood zijn toevlucht zocht tot onwaardige gebruiken. Magulsa, een prins van Mauretania, had zijn toevlucht gezocht in Rome omdat hij door de Mauretanische koning Bocchus werd gehaat; maar Drusus werd omgekocht om hem te verraden aan Bocchus, die de beklagenswaardige prins van een olifant wierp. Toen Adherbal van Numidië, zoon van Micipsa, de koning van Numidië, naar Rome vluchtte, hield Drusus hem gevangen in zijn huis, in de hoop dat Micipsa losgeld zou betalen. Deze twee verhalen komen niet bij andere auteurs voor en het laatste is geheel in tegenspraak met het verslag van Sallustius. Aurelius Victor stelt ook, dat Drusus aedilis was en prachtige spelen gaf. En toen Remmius, zijn collega-aedilis, bepaalde maatregelen voorstelde ten voordele van de respublica, vroeg hij sarcastisch: "Wat betekent onze republiek nu voor jou?". Maar volgens Pighius en andere auteurs heeft Aurelius Victor enkele gebeurtenissen uit het leven van diens vader met zijn zoon verward: Drusus stierf tijdens zijn tribunaat en is waarschijnlijk nooit aedilis geweest.

## Rivaliteit
Quintus Servilius Caepio was in geboorte, fortuin en invloed de rivaal van Drusus. Oorspronkelijk waren zij goede vrienden. Want toen Caepio Livia, de zus van Drusus, huwde, trouwde Drusus met Servilia, de zus van Caepio. Cassius Dio schijnt te wijzen op zaken in het huishouden als oorzaak voor hun onenigheid, maar volgens Plinius maior ontstond de breuk tussen hen toen beiden tijdens een veiling op dezelfde ring boden, en aan dit incident werd de strijd om roem die zou uitmonden in de Bellum sociorum toegeschreven. De wederzijdse jaloezie tussen de schoonbroers ging zelfs zover, dat Drusus bij gelegenheid verkondigde dat hij Caepio van de Tarpeïsche rots zou gooien.
Drusus was reeds vroeg een aanhanger van de optimates. Toen in 100 v.Chr. Saturninus werd gedood, was hij een van degenen die de wapens opnamen voor de veiligheid van de staat en de consul Gaius Marius, die nu aan de kant van de senaat stond, steunden. In de strijd tussen de senaat en de equites om het bezit van de iudicia, nam Caepio het op voor de equites, terwijl Drusus de zaak van de senaat met zo'n ernst en onstuimigheid bepleitte, dat hij, zoals zijn vader, patronus senatus schijnt te zijn genoemd. De equites hadden nu, dankzij een lex Sempronia van Gaius Sempronius Gracchus, vanaf 122 v.Chr. de iudicia bezeten, met uitzondering van een korte periode waarin de lex Servilia de uitsluiting van senatoren ongedaan maakte (zie lex iudiciaria). De Quintus Servilius Caepio die deze kortstondige wet voorstelde (die door een lex Servilia, met name die van Servilius Glaucia, werd herroepen) was misschien de vader van Quintus Servilius Caepio, de zwager van Drusus, maar was zeker een ander persoon dan deze laatste en van een andere politieke richting. De equites misbruikten echter hun macht, net zoals de senaat dat voor hen had gedaan. Als belastinggaarders deden zij straffeloos aan verduistering en afpersing, wat in hun ogen niet meer dan hun goed recht was. Wanneer ze werden aangeklaagd, werden zij door medeplichtigen en partijgenoten berecht, en "het moet een harde winter zijn wanneer een wolf een wolf verslindt". En anderzijds, in processen tegen senatoren van de tegenovergestelde factie, hielden de equites meer rekening met politieke vetes dan met gerechtigheid. Zelfs in gewone gevallen, waar geen politieke vetes bij waren betrokken, verkochten zij hun stemmen voor steekpenningen en invloed. De recente onterechte veroordeling van Rutilius Rufus had de senaat verzwakt en het geweld van de equites aangemoedigd, toen tijdens het consulaat van Lucius Marcius Philippus en Sextus Julius Caesar (91 v.Chr.) Drusus tot tribunus plebis werd verkozen.
In een poging om de partij van de senaat te versterken, trachtte Drusus vastberaden om de plebejers, de Latijnen en Italische socii (bondgenoten) voor zich te winnen. Zijn ijver werd aangewakkerd door de pogingen van zijn rivaal Caepio om enkele leiders van de adel te vervolgen. Door de tegenstrijdige verklaringen en tegenovergestelde inzichten van de Romeinse auteurs in verband met zijn motieven en daden, is het moeilijk zijn karakter en zelfs zijn loyaliteit aan zijn factio in te schatten. Zijn maatregelen golden als revolutionair, maar zijn politieke opvattingen als zeer aristocratisch. Velleius Paterculus prijst hem voor zijn beleid om het plebs over te halen, door zelf kleine concessies te doen, die belangrijk waren voor de optimates. Maar toch kan men zich moeilijk van de indruk ontdoen, dat hij evenveel om zichzelf gaf als om de optimates, en dat persoonlijke rivaliteiten verstrengeld raakten met oprechte plannen voor zijn land en verlichte idealen. Het lijkt erop dat hij ten slotte door ontgoocheling een gevaarlijke samenzweerder werd en dat hij soms alleenheerschappij nastreefde. Hij streefde gretig naar populariteit en invloed. In zijn onrustige en onafhankelijke geest had hij de gedachte gevormd om de bemiddelaar tussen de factiones te worden en hij handelde impulsief, zonder goed na te denken over de gevolgen van zijn daden. Er lag een diepere betekenis in de geestige opmerking van Granius, de openbare omroeper, die, toen Drusus hem met de gebruikelijke uitdrukking, "Quid agis, Grani?" ("Hoe maak je het, Granus?") begroette, antwoordde, "Immo vero, tu Druse, quod agis?" ("Integendeel, Drusus: wat doe jij (hier)?").

## Tegenkanting
Om het volk zoet te houden, vernieuwde Drusus enkele voorstellen van de Gracchi en imiteerde hun maatregelen. Hij stelde wetten voor voor graanbedeling of -verkoop aan een lage prijs en voor de toewijzing van openbaar land. De stichting van enkele coloniae in Italische en Sicilia, die reeds lang was goedgekeurd, werd nu pas uitgevoerd. Niets zou de extravagante vrijgevigheid kunnen overtreffen waartoe hij de senaat kon overhalen. Hij verklaarde dat hij zo mild was geweest, dat er niets over was, voor iemand anders om nog te worden weggegeven, behalve lucht en vuiligheid: "caelum et caenum". Het was waarschijnlijk door de uitputting van de openbare schatkist, door zijn vrijgevigheid, dat hem ertoe noopte de zilveren munten te ontwaarden door een legering met een achtste deel koper te gebruiken. Aanmatigend, arrogant en overhaast, nam hij een post op waartoe hij geen recht op had op basis van zijn auctoritas en ervaring, niettegenstaande zijn hoge afkomst en zijn welsprekendheid. Maar hij ging ver in het monddood maken van de oppositie, en wist zo zijn wens vervuld te zien worden. Ooit, toen de senaat hem vroeg een vergadering bij te wonen, stuurde hij als antwoord: "Waarom komen deze niet eerder in de Hostilia, dicht bij de Rostra, dit is, naar mij?", en zij waren zo kruiperig om te gehoorzamen.
Zo'n houding moest natuurlijk leiden tot een tegenreactie van enkele trotse senatoren, die een hoge eigendunk hadden en meenden dat de positie van hun factie in het gedrang kwam, en er niet van hielden om onbeschaamdheid aan te moedigen. Bij Cicero vindt men een beschrijving van een geheel turbulente en smakeloze scène, waarbij Philippus, de consul, tegen de senaat uitvaart, terwijl Drusus en de redenaar Crassus hem het hoofd bieden. Deze scène is haast niet te verklaren vanuit de gewoonlijke houding van de betrokkenen, maar het is mogelijk dat deze scène dateert uit de periode in de carrière van Drusus toen hij zichzelf nog niet met de Latijnen en Italici had geïdentificeerd en toen hij, ondanks zijn populaire maatregelen, nog steeds het vertrouwen van de senaat genoot, omwille van zijn verzet tegen de equites. Het is mogelijk dat de trotse Philippus de senaat haar behulpzaamheid aan Drusus verweet in het begunstigen van de plebejers en dat het de onbeheerste berisping van de aristocraat was die de esprit de corps bij de senator Crassus opwekte. Wij weten uit andere bronnen dat Philippus zich tegen het goedkeuren van de leges agrariae van Drusus verzette en de tribunus plebis onderbrak terwijl hij de volksvergadering toesprak, waarop Drusus een van zijn clientes ("cliënten") stuurde, in plaats van een viator ("boodschapper"), om de consul te arresteren. Dit bevel werd met excessief geweld uitgevoerd en Philippus werd zo strak vastgegrepen, dat het bloed uit zijn neusgaten goot, waarop Drusus, het luxueuze epicurisme van de consul hekelend, zei "pekel voor lijsters te zijn".
Toen Drusus zo het volk voor zich gewonnen had (ze stonden recht en schreeuwden telkens ze hem zagen) en ook de Latijnen en Italische socii overgehaald had om hem te steunen, door hen alle rechten van het staatsburgerschap te beloven, kon Drusus met geweld en intimidatie, zijn lex iudiciaria doordrukken. Sommige auteurs, die Livius' verslag volgen, zeggen dat hij de iudicia tussen de senaat en de equites deelde, maar zijn echte intentie schijnt de volledige overdracht van de iudicia op de senaat te zijn geweest. Want, zonder enige positieve uitsluiting van de equites en lage klassen, was het waarschijnlijk dat, zolang er genoeg geschikte senatoren waren, geen enkele naam buiten die van senatoren door de praetores op de lijsten van iudices zou worden geplaatst. Men moet ook de extra verklaring van Appianus in beschouwing nemen, volgens dewelke de lex iudiciara van Drusus erin voorzag dat de senaat, nu teruggebracht tot minder dan 300 senatoren, zou worden aangevuld door de opname van een gelijk aantal nieuwe leden geselecteerd uit de voornaamste onder de equites en verhief tot wet dat de senaat, aldus verdubbelde in aantal, de iudicia zou bezitten. De wet schijnt zich niet te hebben uitgesproken over een uitdrukkelijke uitsluiting van de equites, maar het zou uit gaar taak kunnen worden opgemaakt dat over zo'n uitsluiting werd nagedacht en, door de nieuwe senatoren, werden de equites indirect het recht gegeven om op de lijst van iudices te worden geplaatst, zij het als senatoren, en niet als equites. Maar er was ook geen enkel toekomstig voorschrift dat voorzag dat de ordo equester vacante plaatsen mocht opvullen in de lijsten van iudices. Aan deze wet werd toegevoegd dat een onderzoekscommissie moest worden aangesteld voor de omkoperij en corruptie van de equites toen zij exclusief de iudicia bezaten.
Hij streefde ernaar staatsburgerschap te verlenen aan alle Italische bondgenoten, en was zelf een bondgenoot van Marcus Aemilius Scaurus minor en Marcus Licinius Crassus. Om steun te vergaren bij de plebs organiseerde hij een commissie om hen meer land te verlenen, zowel in de omgeving van Rome als in nieuwe kolonies, en een verlaging van de graanprijs. Hij wilde de rechterlijke macht hervormen, eventueel door het samenvoegen van de Senatoriale en de Ridderlijke rechtbanken (welke vervolgens onderworpen werden aan een speciale wet op corruptie, zie lex iudiciaria), of eventueel door het uitbreiden van de Senaat met Equites, die dan als juryleden zouden optreden in de Senatoriale rechtbanken. Dit werd fel bestreden door beide groepen waardoor hij geleidelijk de steun verloor van de Senaat, de Equites, het Romeinse volk, die niet wilde dat de Italiërs staatsburger zouden worden, en de rijke Italische landadel die hun land niet wilde verliezen, ondanks zijn vriendschap met Crassus. Zijn wetsvoorstellen werden ongeldig verklaard en hij werd spoedig vermoord. Echter, zijn voorstel voor uitbreiding van de Senaat werd later uitgevoerd door Lucius Cornelius Sulla in 81.

## Moord
De bellum sociorum barstte in volle hevigheid los en de consuls, die Drusus als de voornaamste samenzweerder beschouwden, besloten zijn zetten te beantwoorden. Drusus was zich bewust van het gevaar en ging de stad enkel in met een sterke lijfwacht van bedienden. De verslagen van zijn dood verschillen nogal van elkaar.
Appianus zegt, dat de consuls een afvaardiging van Etrusken en Umbriërs uitnodigden in de stad om hem te belagen onder het voorwendsel hem aan te sporen hun vraag naar burgerrecht te verwezenlijken. Hij zou bang geweest zijn om nog in het openbaar te verschijnen en ontving zijn medestanders in een donkere doorgang van zijn huis. Op een avond, toen het begon te schemeren en de menigten waren weggestuurd, slaakte hij plotseling een kreet, dat hij werd verwond en viel neer op de grond met het mes van een leersnijder in zijn lies.
De schrijver van de Viris Illustribus verhaalt dat de Latijnen samenzwoeren om Philippus te doden bij een bijeenkomst op de Albaanse Heuvels. Hoewel hij Philippus had gewaarschuwd om waakzaam te zijn, werd Drusus daarop in de senaat beschuldigd van samenzwering tegen het leven van de consul. Na zijn terugkeer van het Capitool werd hij bij het binnengaan van zijn huis neergestoken.
Daar hij werd vermoord in zijn eigen hal, werd het beeld van zijn vader bespat met zijn bloed. Toen hij stierf, richtte hij zich tot degenen die hem omringden en vroeg: "Ecquandone similem mei civem habebit res publica?" ("Verwanten en vrienden, zal de republiek wel ooit nog een burger hebben zoals mij?").
Hoewel hij in de bloei van zijn leven was gestorven, beschouwde niemand zijn dood als voortijdig. Het gerucht deed zelfs de ronde dat hij door zijn eigen hand was gestorven, om aan de onontkoombare vernedering te ontsnappen. De moordenaar werd nooit ontdekt en werd ook geen moeite gedaan hem te ontdekken. Caepio en Philippus werden beiden verdacht de misdaad te hebben afgekocht. En wanneer Cicero Quintus Varius beschuldigde van moord, bedoelde hij waarschijnlijk niet dat Varius eigenhandig de moord had gepleegd.
Cornelia, de moeder van Drusus, een matrona die haar vermaarde naam waardig was, was aanwezig bij de dood van haar zoon en droeg haar ellende - een ellende die nog bitterder was omdat het door wraak werd ontluisterd - met eenzelfde houding, zegt Seneca minor, als die waarmee haar zoon zijn wetten had uitgevoerd.
Na de dood van Drusus beschouwden zijn politieke tegenstanders zijn dood als een rechtvaardige vergelding voor zijn aanvallen op de staat. Een fragment van een toespraak van Gaius Carbo minor (uitgesproken in 90 v.Chr.) ademt deze grimmige sfeer uit, die door Cicero voor de eigenaardigheid van het trochaïsch ritme werd geprezen:

O Marce Druse (patrem appello), tu dicere solebas sacram esse rem publicam: quicumque eam violavissent, ab omnibus esse ei poenas persolutas. Patris dictum sapiens temeritas fili comprobavit.

("O Marcus Drusus (ik richt mij tot (je) vader), jij die gewoon was te zeggen dat de res publica onschendbaar is: ieder die haar zou hebben geschonden, voor al dezen opgelegde straffen zijn. Vaders wijze woorden zijn door de onbezonnenheid van de zoon bevestigd.")